# Victor Brandt
Victor Alberto Fredrik Brandt, född 10 juni 1878 i Tyska S:ta Gertruds församling i Stockholm, död 1 februari 1940 i Stockholms S:t Görans församling, var en svensk militärmusiker och flöjtist.
Som ung var Brandt anställd vid Svea livgardes musikkår. Han var medlem av Kungliga Hovkapellet 1897–1910 och spelade även i Stockholms Konsertförenings orkester. Efter musikdirektörsexamen vid Kungliga Musikkonservatoriet 1906 och studier i komposition för professor Ernst Ellberg utnämndes Brandt 1910 till musikdirektör vid Kungl. Älvsborgs regemente i Borås, en post han lämnade 1925. Han spelade violin i Göteborgs orkesterförening 1911–1915. Som tonsättare har Brandt bland annat komponerat en symfoni, en stråkkvartett, marscher och dansmusik.